# Amsi Kern
Amsi Kern, geboren Amalie Helfrich (* 18. September 1922 in München; † 31. Oktober 2002 in Prien a.Chiemsee) war eine deutsche Volksschauspielerin.

## Leben
Amsi Kern, geboren als Amalie Helfrich, stammte aus einer kleinbürgerlichen Münchner Familie, in der volkstümliche Musik und Gesang gepflegt wurden. Ihr Vater war Schreiner.
Ihre künstlerische Karriere begann Ende der 1930er Jahre in München auf der Bühne des legendären Münchner Theater am Platzl als Partnerin von Weiß Ferdl, wo sie in bayerischen Volksstücken im Rollenfach der jugendlichen Liebhaberin auftrat. 1943 ging Kern zur Truppenbetreuung und zum Fronttheater nach Russland.
Nach dem Ende des Zweiten Weltkrieges lernte sie in München ihren Mann Lothar Kern, den späteren künstlerischen Leiter des Tegernseer Volkstheaters, kennen. 1964 übernahm Kern gemeinsam mit ihrem Mann zusätzlich zum Tegernseer Volkstheater auch das Chiemgauer Volkstheater. Nach der Scheidung von ihrem Mann führte Kern das Chiemgauer Volkstheater alleine weiter und förderte in der Folgezeit viele Nachwuchstalente, darunter bekannte Schauspieler und Schauspielerinnen wie Egon Biscan, Michaela Heigenhauser und Kathi Leitner.
1984 übergab sie die Leitung des Theaters an ihren Sohn, den Schauspieler Bernd Helfrich, und dessen Frau, die Schauspielerin Mona Freiberg. Kern trat auch nach ihrem Rückzug als Theaterleiterin weiterhin als Schauspielerin am Chiemgauer Volkstheater auf. Sie wechselte später ins Rollenfach der komischen Alten, einem Rollentypus, dem sie bis kurz vor ihrem Tod treu blieb. Seit 2009 hat ein weiterer Sohn, Andreas Kern, die Leitung des Tegernseer Volkstheaters inne.
Kern spielte ab den 1960er Jahren auch mehrmals im Komödienstadel. 1961 war sie in dem Stück Der Zigeunersimmerl als Kellnerin Zenzi auch im Fernsehen zu sehen. In den 1970er Jahren spielte sie in der ZDF-Serie Königlich Bayerisches Amtsgericht mit. Neben ihrer Karriere als Theaterschauspielerin war Kern immer wieder bei Aufzeichnungen und Übertragungen von Theaterstücken auch im Fernsehen zu sehen.
Für ihre künstlerischen Verdienste wurde Amsi Kern im Juli 2000 vom bayerischen Ministerpräsidenten Edmund Stoiber mit dem Bayerischen Verdienstorden ausgezeichnet.
Amsi Kern starb am 31. Oktober 2002 an Herzinsuffizienz und wurde auf dem Gemeindefriedhof in Söllhuben in der Gemeinde Riedering beigesetzt.
2021 wurde ein Fuß- und Radweg im Münchner Stadtbezirk Feldmoching-Hasenbergl nach Amsi Kern benannt.

## Filmografie (Auswahl)
Der Komödienstadel
- 1961: Der Zigeunersimmerl – als Zenzi, Kellnerin
- 1970: Der Ehrengast – als Frau Derschl
- 1979: Der Geisterbräu – als Frau Meichlbeck

Tegernseer Volkstheater
- 1991 – Der Kirchenraub – als Cilli, Pfarrersköchin

Chiemgauer Volkstheater
- 1985: Thomas auf der Himmelsleiter – als Kuni, Hauserin
- 1992: Liebe und Blechschaden – als Barbara
- 1992: Herz am Spiess – als Rosa
- 1992: Der fidele Hausl – als Tante Irma
- 1992: Das Glück is a Vogerl – als Antonie Ferstl, genannt Kohlen-Anni
- 1992: Die Schwindelnichte – als Julie Sedlmaier
- 1992: Kein Auskommen mit dem Einkommen – als Frieda Bogner
- 1992: Der Saisongockl – als Marianne Daxenberger
- 1992: Die falsche Katz – als Alma Hamel
- 1999: Streit übern Zaun – als Frau Plöschl, Nachbarin
- 1992: Das verkaufte Dorf – als  Amalie Hilger, Wirtin
- 1992: Kavalier auf Abruf – als Oma
- 1992: Die Millionenoma – als Therese Kreitmeier, Oma
- 1993: Keine Leiche ohne Lily – als Lily Pfeiffer, Reinemachefrau
- 1993: Glück auf der Alm – als Nanni, Sennerin
- 1993: Das Ei des Korbinian – als Genofeva Gschwendtner
- 1993: Die Wallfahrt – als Heinerin
- 1993: Der verliebte Spion – als Zenz, Wirtsköchin
- 1993: Ein Blitz aus heiterem Himmel – als Monika Voggenauer
- 1993: Seine Majestät der Kurgast – als Zenz Draxl
- 1993: Der Jäger von Fall – als Punkl, Sennerin
- 1993: Immer wieder Samstags – als Joschi Herzog
- 1994: Thea Witt macht nicht mit – als Thea Witt, Wirtin
- 1995: Die fünf Karnickel – als Oma Klopps
- 1995: Die Töchter Josefs – als Theres, Altbäuerin
- 1995: Die silberne Haarnadel – als Mariandl Feichtner
- 1995: Der Narrenzettel – als Rosl Peter
- 1995: Die drei Eisbären – als Veronika, Wirtschafterin
- 1995: Die wilde Hilde – als Hilde Butzenschneider
- 1996: Die bayerische Miss Marple – als Oma Staudinger
- 1996: Der Ehestreik – als Annamirl
- 1997: Kultur zum Jubiläum – als Annamirl Federl
- 1997: Starker Tobak – als Theres
- 1997: Warmes Herz und kalte Güsse – als Barbara Eberl
- 1997: D' Eisheilign und die kalt' Sophie – als Sophie, Hauserin
- 1997: Liebe macht blind – als Kuni, Hausiererin
- 1998: Und oben wohnen Engel – als Paula Engel
- 1998: Halleluja beinand – als Apollonia Beißl
- 1998: Die Probenacht – als Müßiggang, Hebamme
- 1999: Streit übern Zaun – als Frau Plöschl, Nachbarin
- 1999: Das verkaufte Dorf – als Amalie Hilger, Wirtin
- 1999: Kavalier auf Abruf – als Oma
- 1999: Die Millionenoma – als Therese Kreitmeier, Oma
- 2000: Nix wia Müll – als Oma
- 2000: Die Gangsterfalle – als Anni Zirner
- 2000: Zimmer mit Frühstück – als Sofie Ferstl
- 2000: Schöne Bescherung – als Oma Eisgruber
- 2001: A sauberne Welt – als Burgl, Sennerin
- 2001: Der Spritzbrunnen – als Thekla Brummer
- 2001: Die Kramer-Res – als Theresia Schinagl
- 2001: Der Gendarmenmuckl – als Zaglerin
- 2001: Prost Oskar! – als Alma Finkenzeller, Haushälterin
- 2002: Die scheinheilige Dreifaltigkeit – als Amalie
- 2002: Der geliehene Opa – als Fanni Rose, Oma
- 2002: Silvester-Hüttenzauber – als Sofie Ortner, Sennerin